# Pendleton (Oregon)
Pendleton (korábban Marshall) az Amerikai Egyesült Államok Oregon államának Umatilla megyéjében elhelyezkedő város, a megye székhelye; valamint a Hemiston–Pendleton mikrostatisztikai körzet része. A 2020. évi népszámláláskor 17 107 lakosa volt, melybe beleszámolják a Kelet-oregoni Javítóintézet 1600 fogvatartottját is.

## Története
1851-ben William C. McKay a McKay-patak partján kereskedőhelyet nyitott. A tulajdonos Marshallról elnevezett település postája 1865. április 21-én nyitott meg, majd a helység később felvette George H. Pendleton politikus nevét. 1880. október 25-én kapott városi rangot.
1900-ban 4406 lakosa volt, ezzel az állam negyedik legnagyobb települése volt. A rodeó és a gyapjúfeldolgozó már Walter S. Bowman korai festményein is megjelennek. Jelentős kínai közössége volt, városrészük alatt alagútrendszer húzódott, ami ma turistalátványosság; ennek hitelessége megkérdőjelezett.
A város Kelet-Oregon kulturális központja. Az óváros szerepel a történelmi helyek jegyzékében.
Az umatilla indiánok fő bevételi forrása a Wildhorse kaszinó és golfpálya, emellett ők alapították a Tamástslikt Kulturális Intézetet.

## Földrajz és éghajlat
A város az Umatilla folyó két partjára épült; az áradások során többször is megrongálódott. A folyó kezdetben fontos közlekedési, kereskedelmi és energetikai célokat szolgált, mivel összeköttetést nyújt a Columbia folyóval.
Pendleton éghajlata félszáraz (a Köppen-skála szerint BSk). 1898. augusztus 10-én, valamint 2021. június 29-én 48 °C-ot mértek.
| Hónap                                                                        | Jan.  | Feb.  | Már.  | Ápr. | Máj. | Jún. | Júl. | Aug. | Szep. | Okt.  | Nov.  | Dec.  | Év    |
| ---------------------------------------------------------------------------- | ----- | ----- | ----- | ---- | ---- | ---- | ---- | ---- | ----- | ----- | ----- | ----- | ----- |
| Rekord max. hőmérséklet (°C)                                                 | 22,0  | 24,0  | 28,0  | 35,0 | 39,0 | 47,0 | 46,0 | 48,0 | 40,0  | 34,0  | 27,0  | 24,0  | 48,0  |
| Átlagos max. hőmérséklet (°C)                                                | 15,9  | 16,4  | 20,8  | 25,2 | 31,1 | 35,1 | 39,2 | 38,3 | 33,7  | 26,7  | 19,2  | 15,5  | 26,5  |
| Átlaghőmérséklet (°C)                                                        | 1,6   | 3,3   | 6,9   | 10,1 | 14,4 | 18,1 | 22,8 | 22,1 | 17,5  | 10,8  | 4,8   | 1,2   | 11,2  |
| Átlagos min. hőmérséklet (°C)                                                | −11,3 | −9,0  | −4,9  | −1,9 | 0,8  | 5,1  | 8,4  | 7,8  | 3,2   | −3,5  | −7,3  | −11,1 | −1,9  |
| Rekord min. hőmérséklet (°C)                                                 | −32,0 | −29,0 | −17,0 | −8,0 | −6,0 | −1,0 | 3,0  | −1,0 | −6,0  | −12,0 | −25,0 | −33,0 | −33,0 |
| Átl. csapadékmennyiség (mm)                                                  | 39    | 30    | 34    | 31   | 37   | 27   | 7    | 8    | 13    | 28    | 35    | 38    | 327   |
| Forrás: Nemzeti Óceán- és Légkörkutatási Hivatal és National Weather Service |       |       |       |      |      |      |      |      |       |       |       |       |       |

## Népesség
A település népességének változása:
| Lakosok száma | 243  | 2506 | 4406 | 6837 | 8847 | 11 774 | 13 197 | 15 126 | 16 354 | 17 107 |
|               | 1870 | 1890 | 1900 | 1920 | 1940 | 1950   | 1970   | 1990   | 2000   | 2020   |

## Gazdaság
A Pendleton Woolen Mills gyapjúfeldolgozót 1909-ben alapította Clarence, Roy és Chauncey Bishop. 1893-ban gyapjúmosó üzem nyílt, ami 1895-től az őslakosok számára állított elő takarókat. Utóbbi üzem csődbe ment, de Bishopék kötvények segítségével üzemüket bővítették és hatékonyságát növelték.
A Szent Antal Kórházban huszonöt betegágy található.
A Kelet-oregoni Javítóintézetben fogvatartottjai ruhát készítenek, valamint a helyi mosodában, illetve adminisztratív munkakörökben dolgoznak.

## Közlekedés
A várost közúton az Interstate 84, a U.S. Route 30 és U.S. Route 395, valamint az Oregon Route 11 és az Oregon Route 37 érinti.
A Union Pacific Railroad vasútvonalát az 1880-as években építette ki az Oregon Railroad and Navigation Company. A Portland és Kelet-Oregon közötti vasútvonal 1881-ben érte el Pendletont; mivel ekkor már létezett a Northern Pacific Railway Walla Walla felé haladó viszonylata, a város két fontos transzkontinentális vasútvonal elágazásánál feküdt. Az OR&N vonalát 1889-ben felhagyták.
1977 és 1979 között megállt itt az Amtrak Chicago és Seattle közötti Pioneer járata.
A város tulajdonában lévő Kelet-oregoni regionális repülőtér öt kilométerre található, amit 2016 óta a Boutique Air Pendleton és Portland közötti járatai használnak.

## Kultúra

### Rendezvények
Az 1910-ben alapított Round-Up rodeó a Professional Rodeo Cowboys Association pénzdíjas eseménye. A Round-Up Arenában rendezik meg minden évben a Pendleton Whiskey zenei fesztivált.
A decemberben megtartott fafesztivál a Szent Antal Kórház Alapítványának adománygyűjtő eseménye.

### Látnivalók
A város két kulturális központja az egykori Carnegie könyvtárban, illetve az Umatilla rezervátumban található.
A történelmi társaság az egykori vasúti kocsiszínben a város történelmét bemutató iskolát és lakást is berendezett.
Május és szeptember között péntekenként termelői piac működik. Rendszeresek a város alagútrendszerét és bordélyait bemutató szervezett túrák.

## Média
Az East Oregonian napilap 6800, a The Pendleton Record hetilap 900 példányban jelenik meg.
A térség tévéadója a KFFX-TV (Fox 11). Rádióadók közül a KTIX, KUMA, KRBM, az Oregon Public Broadcasting hírcsatornái, valamint a KLKY, KNHK-FM, KWHT, illetve a KWVN-FM fogható.

## Sport
A kongresszusi központban rendezik meg az Oregon School Activities Association 2A divíziójának éves kosárlabda-bajnokságát; a négy napos eseményen nyolc fiú- és nyolc lánycsapat versenyzik. A város vezetői szerint a verseny fontos szerepet tölt be a gazdaságban. 2010-ben 13 ezer látogatója volt.
A városi strand a középiskolával szemközt található.

## Nevezetes személyek
- Archie R. Twitchell, pilóta[39]
- Bob Lilly, amerikaifutball-játékos[40]
- Charles Sams, a Nemzeti Parkszolgálat igazgatója[41]
- Dan Straily, baseballjátékos[42]
- Dave Cockrum, képregényrajzoló[43]
- Dave Kingman, baseballjátékos[44]
- Donald McKay, indián felderítő[45]
- Elaine Miles, színművész[46]
- Frances Moore Lappé, író[47]
- Gordon H. Smith, politikus[48]
- James Lavadour, festőművész[49]
- John Bunnell, seriff[50]
- Kenneth Snelson, szobrász[51]
- Lee Moorhouse, fotóművész[52]
- Mike Kopetski, politikus[53]
- Milan Smith, bíró[54]
- Quade Winter, operaénekes[55]
- Roy Schuening, amerikaifutball-játékos[56]
- Tracy Baker, baseballjátékos[57]
- Walter S. Bowman, fotóművész[58]
- William Cameron McKay, felderítő[59]

## Testvérváros
Pendleton testvérvárosi kapcsolatot ápol a Fukusima Daiicsi atomerőműtől 26 kilométerre fekvő Minamiszómával. A 2011-es tóhokui földrengés és cunami óta Pendleton továbbra is fogad cserediákokat, azonban a sugárzásveszély miatt amerikai diákok Minamiszómát nem látogatják.

## Fordítás
- Ez a szócikk részben vagy egészben  a   Pendleton, Oregon című angol Wikipédia-szócikk fordításán alapul.  Az eredeti cikk szerkesztőit annak laptörténete sorolja fel. Ez a jelzés csupán a megfogalmazás eredetét és a szerzői jogokat jelzi, nem szolgál a cikkben szereplő információk forrásmegjelöléseként.